# Hasmonea Lwów

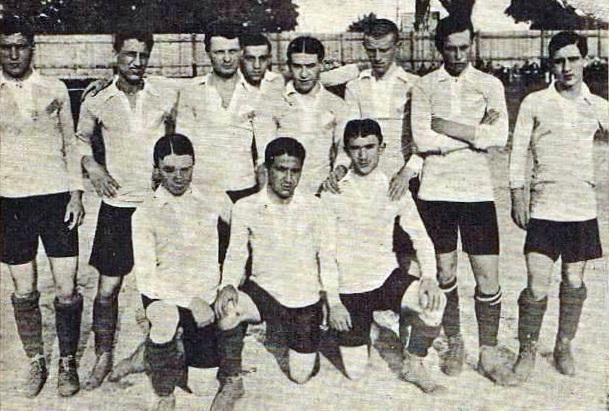

Hasmonea Lwów – żydowski klub piłkarski, założony we Lwowie w 1908 przez społeczność pochodzenia żydowskiego, rozwiązany w 1939. Jego nazwa pochodziła od Hasmoneuszy (starożytnej dynastii rządzącej w Judei). W okresie międzywojennym jedna z czterech pierwszoligowych drużyn (obok Pogoni, Czarnych i Lechii) z tego miasta. Klub przez dwa sezony grał w polskiej I lidze: w 1927 zajmując 11. miejsce, a w 1928 – 13. miejsce (co oznaczało spadek). 
Hasmonea jest często określana jako najlepszy, a z pewnością największy żydowski klub sportowy w historii polskiego futbolu.

## Historia
Chronologia nazw:
- 1908: KS Hasmonea Lwów
- 1914: klub rozwiązano
- 1919: ŻKS [Żydowski Klub Sportowy] Lwów
- 19.02.1922: ŻKS Hasmonea Lwów
- 1939: klub rozwiązano

Klub powstał z inicjatywy kilkunastu członków ŻTGS Dror (żydowskiej organizacji w założeniach podobnej do Sokoła) w czerwcu 1908 roku jako Klub Sportowy Hasmonea, a pierwszym prezesem obrano Adolfa Kohna. Początkowo działalność klubu ograniczała się do organizowania okazjonalnych meczów i spotkań mających na celu zacieśnienie związków w społeczności żydowskiej miasta. Klub sukcesywnie kontynuował nabór nowych zawodników oraz podnosił ich sprawność, siedzibą rozrastającego się klubu obrano błony janowskie. W 1910 austriacki związek piłkarski (Lwów należał wtedy do Austro-Węgier) zakwalifikował Hasmonejczyków do drugiej klasy piłkarskiej cesarstwa, a w trzy lata później klubu liczył cztery drużyny piłki nożnej oraz ponad pięćdziesięciu lekkoatletów.
Dużą rolę w promowaniu piłki nożnej wśród społeczności wyznania mojżeszowego miało święto Lag-baomer, którego pierwsza edycja we Lwowie odbyła się w 1913 na wypożyczonym stadionie Pogoni Lwów. Na oczach kilkutysięcznej widowni odbywały się defilady sportowców oraz mecz piłkarski pomiędzy Hasmonejczykami a Makkabi Kraków. Druga edycja tego żydowskiego święta sportu odbyła się w 1914.
Po I wojnie światowej klub reaktywowano w 1919 jako Żydowski Klub Sportowy, do przedwojennej nazwy powrócono na walnym zebraniu 19 lutego 1922. Równocześnie coraz poważniej brano pod uwagę budowę własnego stadionu, gdyż wojsko nie zgodziło się na ponowne objęcie błoni janowskich. Wybór padł na Krzywczyce, gdzie wydzierżawiono (wiosną 1920 roku) ziemię za rogatką Łyczakowską. Oddanie nowego stadionu do użytku znacznie opóźnił wybuch wojny polsko-bolszewickiej w tym samym roku. Prace dokończono latem 1923 roku, a oficjalne otwarcie nastąpiło 7 lipca, któremu towarzyszyło gościnne spotkanie z węgierskim Vivo SC Budapeszt. Poza nowym obiektem sportowym klub wzbogacił się o kilku wartościowych piłkarzy jak Szymon Birnbach, Fluhr i Zucker z Pogoni Lwów czy Zygmunt Steuermann z Korony Sambor. Po czasie powstają także nowe sekcje: tenisa stołowego i hokejowa.
W 1923 Hasmonea przystąpiła do rozgrywek drugiej edycji lwowskiej klasy A ostatecznie zajmując czwarte miejsce na sześć drużyn. Klub dysponował sporym jak na owe czasy budżetem i dlatego postanowiono zatrudnić nowego trenera. W lutym 1924 Maurycy Szlesser, wiceprezes Hasmonei, udał się w tym celu do Wiednia, gdzie zatrudnił Friedricha „Konusa” Kerra, gracza WAC i Hakoah Wiedeń, siedmiokrotnego reprezentanta Austrii w latach 1916–1918. Pod jego wodzą klub rozegrał kilka spotkań z zagranicznym klubami, a także ze stołecznymi Polonią (1:2) i Legią (4:1) w Warszawie. Po zwolnieniu w 1925 Friedrich Kerr rozpętał aferę pisząc list do gazety „Nowy wiek” oskarżający Hasmoneę, Pogoń, Czarnych i Spartę o zawodowstwo, zdarzenie to pośrednio przyczyniło się do powstania Ligi Polskiej w 1927 roku. Tuż po odejściu Kerra klub zdobył puchar lwowskiego Okręgowego Związku Piłki Nożnej, a 30 września 1925 roku Hasmonejczycy przyczyniła się do złagodzenia stosunków polsko-ukraińskich rozgrywając, po jedenastoletniej przerwie, pierwszy oficjalny mecz drużyny polskiej z ukraińską (Ukraina Lwów) wygrywając 4:1. W 1926 PZPN ukarał dziewięciu zawodników Hasmonei za rzekome zawodowstwo, trzech z nich zrezygnowało i odeszło z klubu. W tym samym roku również trzech zawodników (Zygmunt Steuermann, Izydor Redler, Ludwik Schneider) „biało-niebieskich” zadebiutowało w reprezentacji Polski w meczu z Turcją, a Steuermann strzelił 3 bramki.

### Sezon 1927
W 1927 roku Hasmonea zadebiutowała jako jeden z założycieli w rozgrywkach Ligi Polskiej. Wynik pierwszego meczu (1:7 z Pogonią Lwów) został unieważniony z powodu niedopięcia formalności. Podobne kontrowersje wzbudził mecz z Wartą Poznań wygrany przez lwowian 7:5, na który nie dotarł sędzia, którego zastąpił miejscowy lwowianin. Ostatecznie Warta zrzekła się wszelkich pretensji dopiero w kwietniu 1928 roku.
Wyniki spotkań Hasmonei Lwów w Lidze Polskiej w sezonie 1927
- Wisła Kraków – Hasmonea | 1:3 |
- Hasmonea – Polonia Warszawa | 2:2
- Ruch Wielkie Hajduki – Hasmonea | 1:1
- Hasmonea – TKS Toruń | 2:5
- Czarni Lwów – Hasmonea | 2:3 | (!) mecz derbowy, pierwsza wygrana
- Hasmonea – ŁKS Łódź | 0:3
- Hasmonea – 1. FC Katowice | 2:4
- Pogoń Lwów – Hasmonea | 1:2 | (!) mecz derbowy
- Legia Warszawa – Hasmonea | 4:1
- Hasmonea – Jutrzenka Kraków | 2:1
- Hasmonea – Warta Poznań | 7:5 | Hattrick Steuermanna
- Hasmonea – Warszawianka Warszawa | 1:2
- Hasmonea – Klub Turystów Łódź | 3:3
- 1. FC Katowice – Hasmonea | 9:3
- Hasmonea – Ruch Wielkie Hajduki | 2:2
- Hasmonea – Legia Warszawa | 0:2
- ŁKS Łódź – Hasmonea | 0:3
- Klub Turystów Łódź – Hasmonea | 6:2
- Hasmonea – Czarni Lwów | 3:0 | (!) mecz derbowy
- Warta Poznań – Hasmonea | 3:4
- Jutrzenka Kraków – Hasmonea | 2:2
- Hasmonea – Pogoń Lwów | 2:2 | (!) mecz derbowy
- Warszawianka Warszawa – Hasmonea | 5:1
- Hasmonea – Wisła Kraków | 2:2
- Polonia Warszawa – Hasmonea | 9:2
- Hasmonea – TKS Toruń | 2:0
  - Bilans: 11. miejsce; 8 wygranych, 7 remisów, 11 porażek; 55 bramek zdobytych (najwięcej: 23 Steuermanna i 14 Aleksandra Mahlera); 78 bramek straconych;

### Sezon 1928
Kolejny sezon był w wykonaniu Hasmonejczyków jeszcze słabszy niż poprzedni. Znów Hasmonea popadła w konflikt z PZPN. Ogniwem tego stało się „lekceważenie zobowiązań pieniężnych” wobec PZPN. Nie bez znaczenia okazała się także decyzja gminy żydowskiej o zakazie uprawiania sportu w trakcie meczu derbowego z Czarnymi Lwów 23 września. Piłkarze Hasmonei w pierwszej minucie tego spotkania opuścili boisko, a mecz został sklasyfikowany jako walkower z korzyścią dla Czarnych. Konflikt z PZPN rozpoczął się w końcówce sezonu, wszystkie spotkania Hasmonei zostały uznane za walkower dla przeciwników.
Wyniki spotkań Hasmonei Lwów w Lidze Polskiej w sezonie 1928
- Pogoń Lwów – Hasmonea | 2:0 | (!) mecz derbowy
- Hasmonea – Polonia Warszawa | 1:4
- 1. FC Katowice – Hasmonea | 5:0
- Hasmonea – ŁKS Łódź | 3:1
- Warta Poznań – Hasmonea | 2:2
- Hasmonea – TKS Toruń | 5:1
- Hasmonea – Śląsk Świętochłowice | 6:0
- Klub Turystów Łódź - Hasmonea | 3:2
- Hasmonea – Czarni Lwów | 1:3 | (!) mecz derbowy
- Ruch Wielkie Hajduki - Hasmonea | 2:1
- Hasmonea – Legia Warszawa | 2:2
- Cracovia – Hasmonea | 3:2
- Warszawianka – Hasmonea | 0:3
- Hasmonea – Wisła Kraków | 0:1
- Hasmonea – Ruch Wielkie Hajduki | 3:4
- ŁKS Łódź – Hasmonea | 2:2
- Polonia Warszawa – Hasmonea | 5:0
- Hasmonea – Warta Poznań | 1:3
- Legia Warszawa – Hasmonea | 7:1
- Hasmonea – Pogoń Lwów | 0:3 | (!) mecz derbowy
- Czarni Lwów – Hasmonea | wo. 3:0 | (!) mecz derbowy (walkower przyznany Czarnym, ponieważ mecz został przerwany przez rabina Lwowa, który wymusił zejście z boiska piłkarzy Hasomonei zarzucając im łamanie nakazów religijnych w przeddzień święta Jom Kipur[2])
- Hasmonea – 1. FC Katowice | 4:2
- Wisła Kraków – Hasmonea | 4:1
- TKS Toruń – Hasmonea | 0:3
- Hasmonea – Cracovia | 0:2
- Hasmonea – Klub Turystów Łódź | 0:1
- Hasmonea – Śląsk Świętochłowice | 4:0, wo. 0:3
- Hasmonea – Warszawianka | wo. 0:3
  - Bilans: 13. miejsce i degradacja; 5 wygranych, 3 remisy, 18 porażek; 40 bramek zdobytych (najwięcej: 16 Steuermann); 68 bramek straconych;

### Następne lata

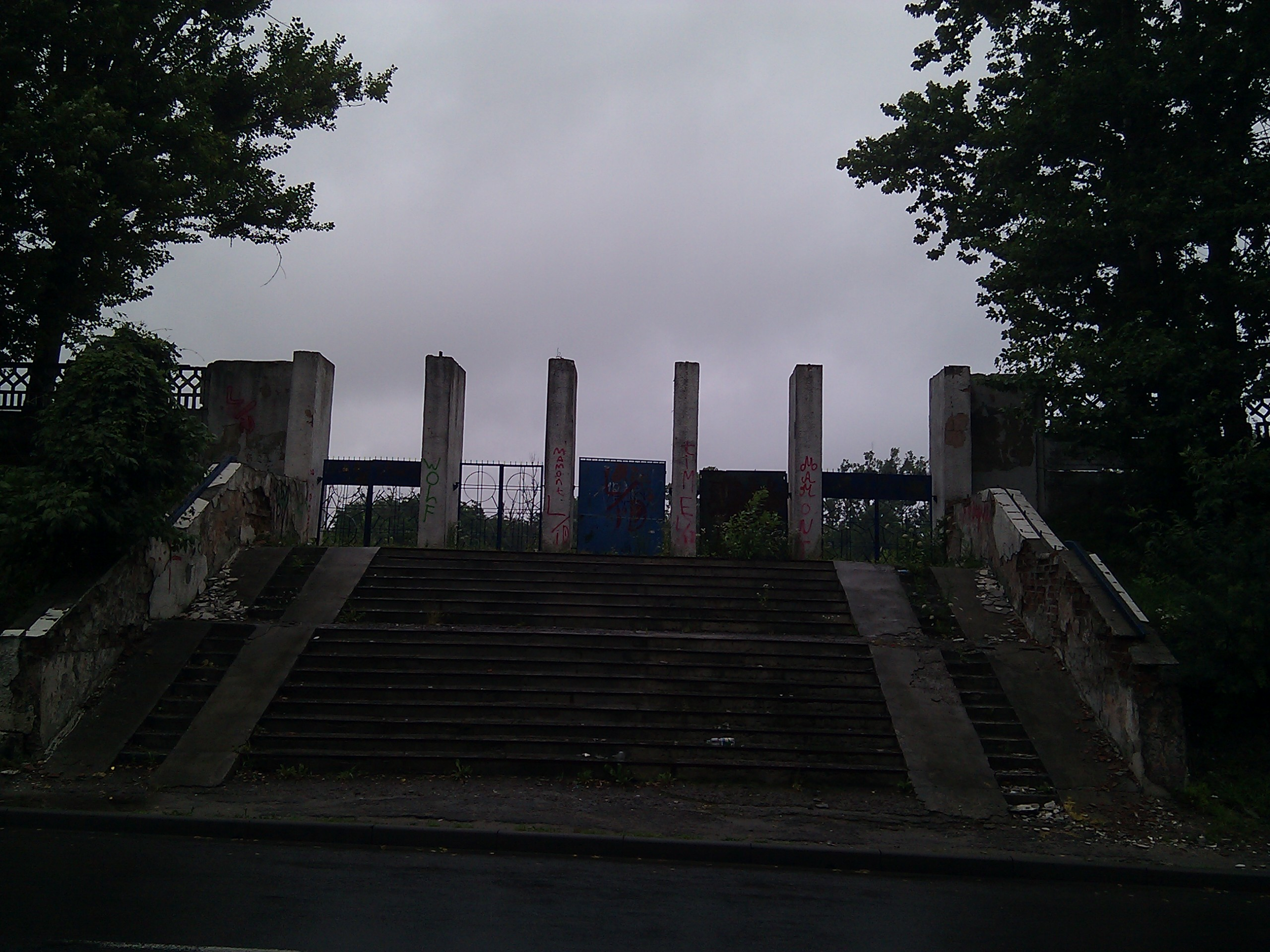
Wejście na stadion Hasmonei (dziś „Torpedo”). To jest drugi stadion zbudowany w 1932 r. przy ulicy Złotej, 32

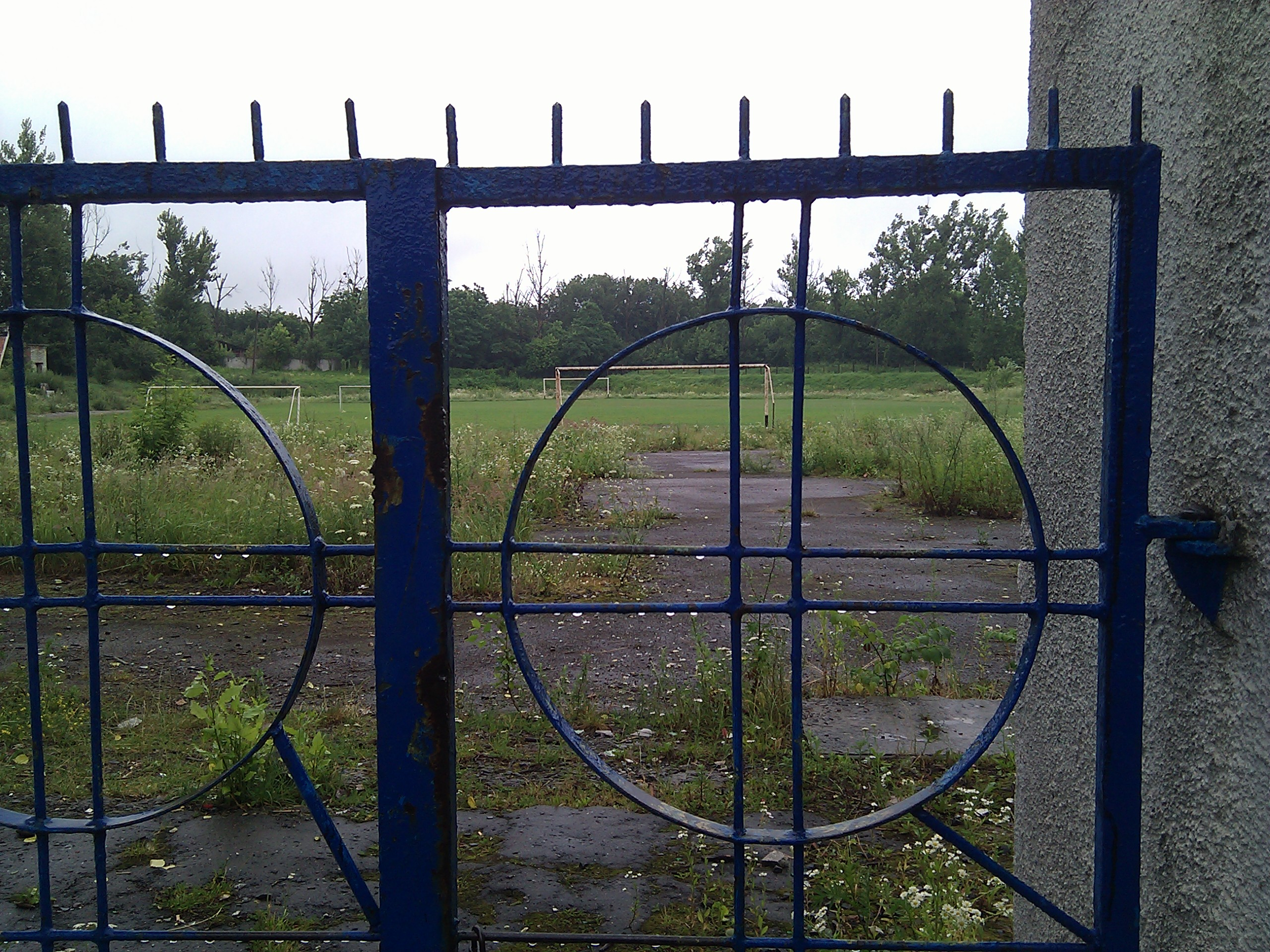
Widok na pole stadionu Hasmonei. W listopadzie 1944 odbył się tu mecz między więźniami obozu janowskiego i strażnikami. Mecz wygrali więźniowie 3:1. Wszyscy piłkarze drużyny obozu zostali później zabici

Po degradacji do klasy A zarząd postanowił przeorganizować działalność klubu. Po pierwsze zrezygnowano z poświęcania sekcji piłkarskiej największej uwagi. Od 1929 roku na powrót wskrzeszono święto Lag-baomer. Dwukrotnie zmieniano siedzibę, spłacono długi narosłe w trakcie ligowych występów. W 1930 roku Hasmonea wstąpiła do Wszechświatowego Związku Makkabi. Coraz lepiej miała się sekcja popularnego ping-ponga, która w 1932 zajęła 3. miejsce, a rok później zdobyła drużynowe mistrzostwo Polski. Najlepszym zawodnikiem tenisa stołowego w Hasmonei był Alojzy „Alex” Ehrlich, ćwierćfinalista mistrzostw świata w 1933, brązowy medalista z 1935 oraz srebrny z 1936, 1937 i 1939.

W 1932 po umyślnym podpaleniu spłonął stadion klubowy. Z tego powodu obchody dwudziestopięciolecia istnienia odbyły się na stadionie Czarnych, a wkrótce ŻKS opuścili niektórzy działacze oraz piłkarze jak: Steuermann, Izydor Redler, Ludwik Schneider  Przybyli na ich miejsce młodzi zawodnicy mieli już grać na nowym stadionie, którego budowa trwała na terenach pilichowskich, nie została jednak ukończona aż do wybuchu II wojny światowej.

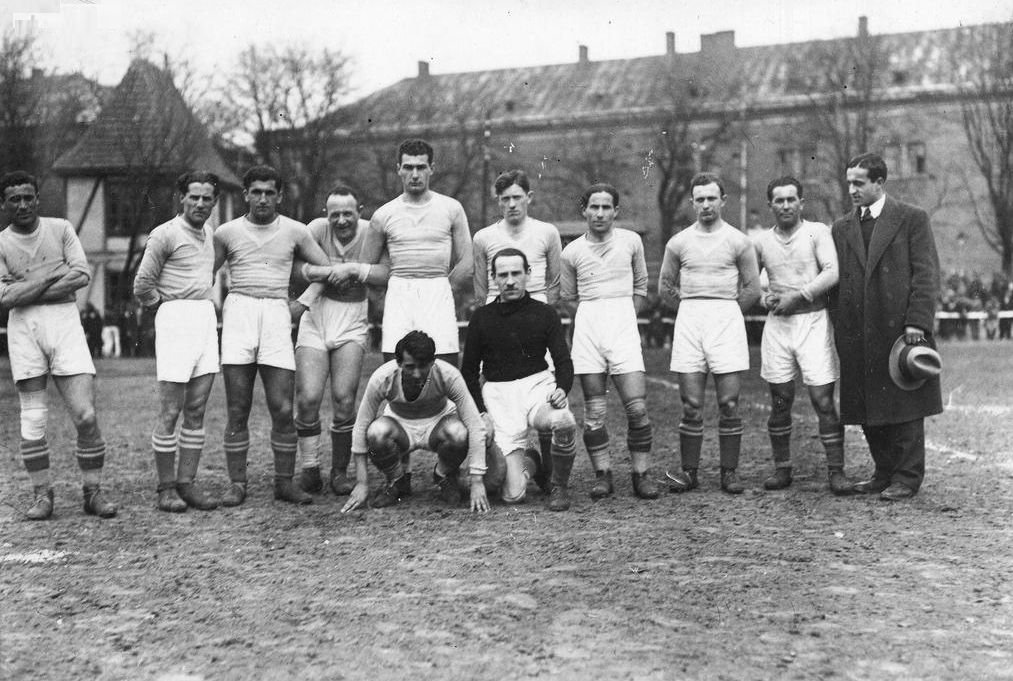
Hasmonea Lwów, 1935

## Zawodnicy
Ponadto w barwach klubu występował tenisista stołowy Alojzy Ehrlich.